# Dolní Valov

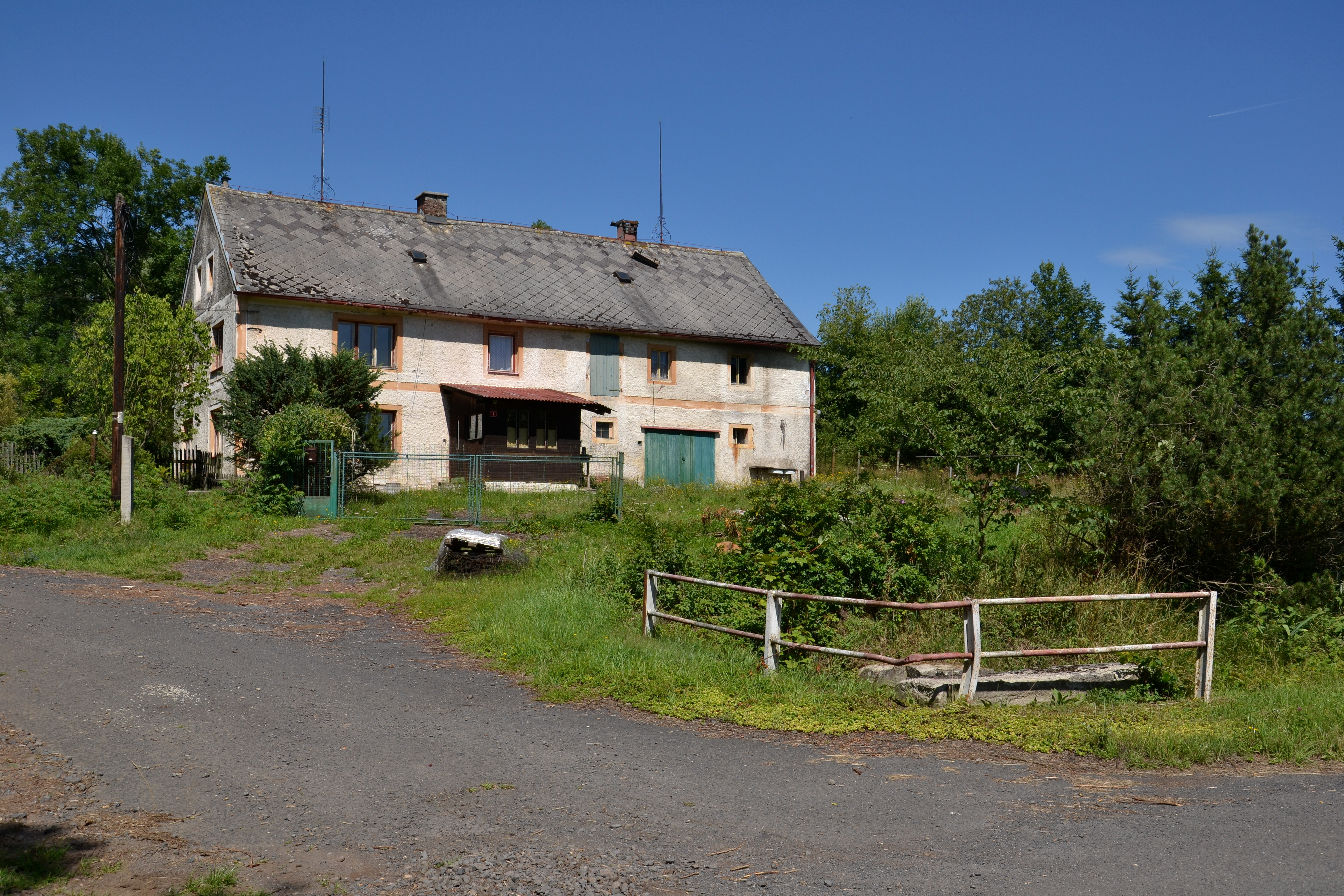
Haus Nr. 1

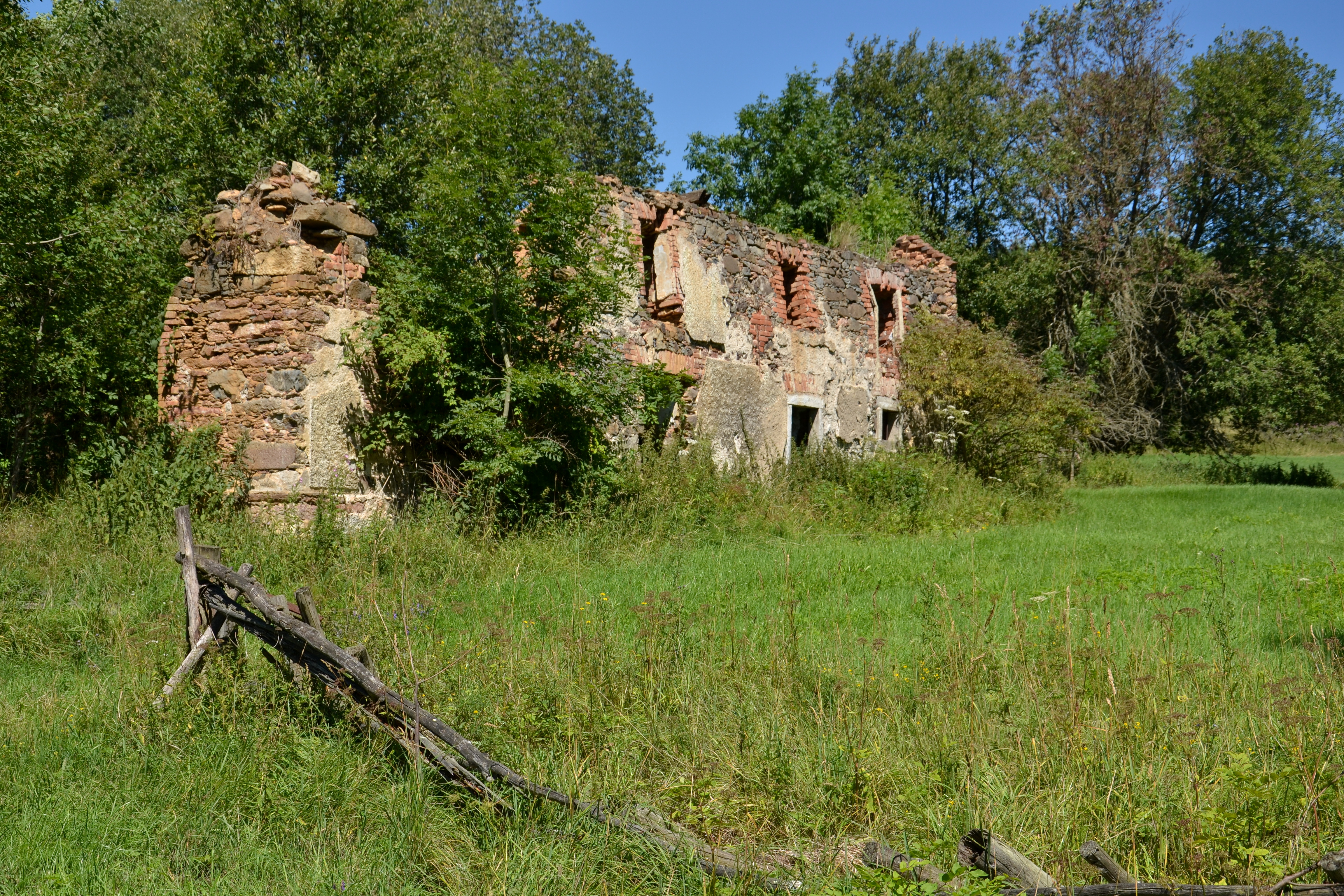
Hausruine

Dolní Valov (deutsch Unter Wohlau) ist ein Ortsteil der Gemeinde Bražec in Tschechien. Der erloschene Weiler liegt vier Kilometer nordöstlich von Bochov und gehört zum Okres Karlovy Vary.

## Geographie
Dolní Valov befindet sich am Südabfall des Duppauer Gebirges zur Žluticka vrchovina (Luditzer Bergland) an einem rechten Zufluss zum Bach Ratibořský potok. Nordöstlich erheben sich der Klobouk (789 m n.m.), die Vysoká hora (Hoher Berg; 871 m n.m.) und der Císařský vrch (Kaiserberg; 784 m n.m.), im Südosten der Tiský vrch (Flursberg; 731 m n.m.), westlich der Valovský vrch (Wohlauer Berg; 761 m n.m.) und im Nordwesten die Jelení komora (787 m n.m.).
Nachbarorte waren Hradiště (Höfen) im Norden, Březina (Pirk) im Nordosten, Radošov (Reschwitz) und Tis u Luk (Tiß bei Luck) im Osten, Luka (Luck) und Hřivínov (Mokowitz) im Südosten, Romes und Těšetice (Teschetitz) im Süden, Bochov (Buchau) im Südwesten, Bražec (Bergles) und Horní Valov (Ober Wohlau) im Westen sowie Javorná (Ohorn) im Nordwesten.

## Geschichte
Die erste schriftliche Erwähnung über das Dorf und den Hof Walow erfolgte 1381 im Zuge der Klärung des Nachlasses des Radímek von Walow. Einen Anteil von Walow besaß zu der Zeit Štěpán, der dort ebenfalls seinen Sitz hatte. Nachfolgend lösten sich bis ins 15. Jahrhundert verschiedene Familien von niederem Adel, darunter bis 1394 die Pešík von Miřetice, bis 1417 Otík Motyka, bis 1474 die Paták von Očihov und schließlich erneut die Edelknechte von Walow als Besitzer des Gutes ab. Zumeist fiel das Gut mangels Leibeserben wieder an den Landesherrn heim. Georg von Walow (Jiří z Valova), ebenfalls kinderlos, verkaufte das Gut noch 1474 an Heinrich von Haugwitz, der es mit seinem Gut Reschwitz vereinigte. Zwei Jahre später veräußerte Haugwitz das Gut Walow mit mehreren Fischteichen für 70 Schock Böhmische Groschen an die Stadt Luditz für deren Spital der hl. Elisabeth. Die Stadt vereinigte Walow mit ihrem Stadtgut Semtisch. 1542 wurde in der Landtafel erstmals  die Feste Walow erwähnt. Der Hof und die Feste wurden 1620 von polnischen Söldnern unter dem Kommando des kaiserlichen Heerführers Holck niedergebrannt. Wahrscheinlich erlosch die Feste nach dieser Zeit. Da Walow auch 1654 in der berní rula keine Erwähnung fand, ist anzunehmen, dass der Hof zu der Zeit noch wüst lag. Später ließ die Stadt Luditz den Hof wiederaufbauen. Im Theresianischen Kataster von 1748 wird erwähnt, dass aus den Einkünften des Hofes im Luditzer Spital elf Arme versorgt und eine Köchin bezahlt wurde. Die 17 Bewohner waren nach Udritsch eingepfarrt. In Luditz war das Gut Wohla vor allem für seine Fische bekannt, die einen vortrefflichen Ruf hatten. 1834 wurde der Meierhof Wohla parzelliert und in zwölf Teilen verkauft. Dabei entstanden zwei Weiler: Unter Wohlau östlich neben dem Hof am Weg nach Duppau, und Ober Wohlau einen Kilometer westlich davon am größten der Teiche. Die Reste der alten Feste wurden dabei wahrscheinlich als Baumaterial verwendet. Die Wälder und Teiche behielt die Stadt für sich.
Im Jahre 1845 bestand das im Elbogener Kreis gelegene Dorf Wohlau, auch Wohla bzw. Wollau genannt, aus 17 Häusern mit 73 Einwohnern, die in zwei räumlich getrennten Häusergruppen (Unter Wohlau und Ober Wohlau) lebten. Bei Unter Wohlau gab es einen herrschaftlichen Meierhof, der Weiler war Sitz eines der drei herrschaftlichen Forstreviere. Bei Wohlau wurden fünf herrschaftliche Teiche bewirtschaftet: der Große Teich, der Neue Teich, der Schwarze Teich, der Schafteich und der Spielteich. Pfarrort war Udritsch. Bis zur Mitte des 19. Jahrhunderts blieb Unter-Wohlau dem Gut Semtisch untertänig.
Nach der Aufhebung der Patrimonialherrschaften bildete Unter Wohlau / Dolní Valov ab 1850 einen Ortsteil der Gemeinde Wohlau im Gerichtsbezirk Buchau. Ab 1868 gehörte Unter Wohlau zum Bezirk Luditz. Im Jahre 1869 bestand der Weiler aus neun Häusern und hatte 62 Einwohner. Im Jahre 1900 hatte Unter Wohlau 61 Einwohner, 1910 waren es 48.
Nach dem Ersten Weltkrieg zerfiel der Vielvölkerstaat Österreich-Ungarn, die Gemeinde wurde 1918 Teil der neu gebildeten Tschechoslowakischen Republik. Beim Zensus von 1921 lebten in den 17 Häusern der Gemeinde Wohlau 91 Deutsche; Einwohnerzahlen für die Häusergruppen Unter-Wohlau (9 Häuser) und Ober-Wohlau (8 Häuser) wurden dabei nicht erhoben. 1930 lebten in den neun Häusern von Unter Wohlau 43 Personen, die Gemeinde bestand aus 17 Häusern und hatte 77 Einwohner.
Nach dem Münchner Abkommen wurde Unter Wohlau im Oktober 1938 dem Deutschen Reich zugeschlagen und gehörte bis 1945 zum Landkreis Luditz. Im Jahre 1939 hatte die Gemeinde Wohlau 82 Einwohner. Nach dem Ende des Zweiten Weltkrieges kam Dolní Valov zur wiedererrichteten Tschechoslowakei zurück. Nach der Aussiedlung der deutschen Bewohner wurde Dolní Valov mit Tschechen wiederbesiedelt. Im Zuge der Gebietsreform von 1948 wurde der Okres Žlutice aufgelöst und die Gemeinde Valov zum 1. Februar 1949 dem Okres Karlovy Vary-okolí zugeordnet. Im Jahre 1950 lebten in den 17 Häusern von Dolní Valov (einschl. Horní Valov) 42 Personen.
1953 erfolgte die erneute Absiedlung des Dorfes und seine Eingliederung in den neuen Truppenübungsplatz Hradiště. In den Folgejahren wurden die meisten Häuser von Dolní Valov abgebrochen. Beim Zensus von 2001 bestand Dolní Valov aus einem Wohnhaus mit zwei Einwohnern. Ein weiteres Haus stürzte zu Beginn des 21. Jahrhunderts ein. Im Jahre 2011 wurde der Ort von einer Person bewohnt. Im Zuge der Verkleinerung des Truppenübungsplatzes Hradiště wurde der verbliebene Rest von Dolní Valov mit Beginn des Jahres 2016 aus dem Militärgebiet ausgegliedert und der neuen Gemeinde Bražec zugeordnet.

## Ortsgliederung
Der Ortsteil Dolní Valov umfasst den Katastralbezirk Bražec u Těšetic (498 ha) und Teile (9 ha) des Katastralbezirkes Bražec u Doupova.
Die Ortslage Dolní Valov gehört zum Katastralbezirk Bražec u Doupova, die Wüstung Tis u Luk (Tiß bei Luck) zum Katastralbezirk Bražec u Těšetic.

## Ehemalige Denkmale
- Kapelle: In dem Bauwerk mit quadratischem Grundriss, Satteldach und rechteckigem Eingang befand sich ursprünglich eine um 1500 geschaffene Madonnenfigur, deren Verbleib unbekannt ist. Der Kapellentorso steht heute im Garten des Hauses Nr. 1 (ehem. Nr. 29) und dient als Lager für Gartengeräte.[6]